# Aire urbaine de Tonneins
L'aire urbaine de Tonneins est une aire urbaine française constituée autour de la ville de Tonneins, (Lot-et-Garonne).

## Caractéristiques
L'aire urbaine de Tonneins est composée de deux communes, toutes situées dans le Lot-et-Garonne.
Son pôle urbain est l'unité urbaine de Tonneins, formée de ces mêmes communes.

### Communes
Liste des communes appartenant à l'aire urbaine de Tonneins selon la nouvelle délimitation de 2010 et sa population municipale en 2010 (liste établie par ordre alphabétique) :
| Nom      | Code Insee | Statut | Superficie (km2) | Population (dernière pop. légale) | Densité (hab./km2) |
| -------- | ---------- | ------ | ---------------- | --------------------------------- | ------------------ |
| Fauillet | 47095      |        | 14,23            | 838 (2014)                        | 59                 |
| Tonneins | 47310      |        | 34,78            | 8 973 (2014)                      | 258                |

## Évolution démographique
L'évolution démographique ci-dessous concerne l'aire urbaine selon le périmètre défini en 2010.
| 1968  | 1975  | 1982  | 1990   | 1999  | 2009   | 2013  | - | - | - |
| ----- | ----- | ----- | ------ | ----- | ------ | ----- | - | - | - |
| 9 205 | 9 926 | 9 898 | 10 103 | 9 856 | 10 012 | 9 751 | - | - | - |